# ساركار راج (فلم هندي)
ساركار راج   (الهندية: राज، सरकार الترجمة هندية: «حكومة راج» أو «راج صاحب السلطة» أو «عهد السيد الأعلى راج») هو فيلم إثارة درامي هندي صدر سنة 2008 للمخرج رام غوبال فارما ضمن سينما الأفلام السياسية وأفلام الجريمة. وهو الجزء الثاني لفيلم ساركار الذي صدر سنة 2005. تم عرضه الأول في مهرجان نيويورك السينمائي الآسيوي ويختلف الفيلم عن جميع الإنتاجات البوليوود التقليدية لخلوه من مشاهد الرقص والغناء المعتادة فيها، وهو من بطولة نخبة من عمالقة كبار نجوم بوليود أميتاب باتشان، أبهيشيك باتشان، آيشواريا راي باتشان تمت أرشفة الفيلم ضمن قائمة أحسن الأفلام في أكاديمية فنون وعلوم الصور المتحركة.
الفيلم مقتبس من الفيلم الهوليودي العراب.

## الممثلون
- أميتاب باتشان
- أبهيشيك باتشان
- آيشواريا راي باتشان
- رافي كالي
- غوفيند نامديو
- تانيشا موكرجي
- فيكتور بانيرجي
- سوبريا باثاك
- يوبندرا ليماي
- راجيش شرينغاربور
- ديليب برابهافالكار